# آخرین بوسه (فیلم ۲۰۰۱)
آخرین بوسه (به ایتالیایی: L'ultimo bacio) یک فیلم عاشقانه و کمدی-درام محصول سال ۲۰۰۱ سینمای ایتالیا به نویسندگی و کارگردانی گابریل موچینو با بازی استفانو آکورسی، جوانا متزوجورنو، مارتینا استلا و استفانیا ساندرلی است.

## داستان
جولیا (جوانا متزوجورنو) و کارلو (استفانو آکورسی) سه سال است که با هم خوشبخت بوده‌اند، اما اعلام جولیا مبنی بر بارداری او باعث وحشت مخفیانه او می‌شود. کارلو که از ورود قریب‌الوقوع خود به دنیای بزرگسالان با مسئولیت‌های غیرقابل برگشت وحشت دارد، خود را وسوسه یک دختر ۱۸ ساله جادویی به نام فرانچسکا (مارتینا استلا) می‌یابد که به‌طور اتفاقی در یک عروسی با او ملاقات می‌کند و …

## گیشه
این فیلم در ایتالیا ۱۲ میلیون دلار و در سراسر جهان ۱۷٫۷ میلیون دلار فروخت.